# NGC 4135
NGC 4135 ist eine Balken-Spiralgalaxie mit aktivem Galaxienkern vom Hubble-Typ SBbc im Sternbild Coma Berenices am Nordsternhimmel. Sie ist schätzungsweise 505 Millionen Lichtjahre von der Milchstraße entfernt und hat einen Durchmesser von 150.000 Lichtjahren. 

Im selben Himmelsareal befinden sich u. a. die Galaxien NGC 4117, NGC 4118, NGC 4137, NGC 4138.
Das Objekt wurde am 4. Mai 1881 von Édouard Stephan entdeckt.